# Форбс, Арчибальд
Арчибальд Форбс (англ. Archibald Forbes, 17 апреля 1838 — 30 марта 1900) — шотландский военный, журналист и писатель, который освещал события Франко-прусской войны и был свидетелем событий Парижской коммуны. В 1876 году присутствовал на фронтах Сербско-турецкой и Русско-турецкой войны, а после начала Второй англо-афганской войны находился в Афганистане вместе с британской армией, наступавшей на Джелалабад. В 1880 году он отправился в Южную Африку, и его сообщение о битве при Улунди дошло до Англии раньше официальных донесений. В 1890-е году он издал несколько книг по военной истории.

## Ранние годы
Форбс родился в графстве Морэй в семье священника Льюиса Форбса, который в 1852 году был Председателем Генеральной ассамблеи шотландской церкви, и его второй жены Элизабет Лесли, дочери Арчибальда Янга Лесли. С 1854 по 1857 год он обучался в Абердинском университете, затем отправился в Эдинбург, где прослушал курс лекций известного корреспондента Уильяма Рассела. Вскоре, в 1859 году, он вступил в 1-й королевский драгунский полк, где служил вплоть до увольнения по инвалидности в 1867 году. Уже в годы службы он начал писать для газеты Morning Star и для журнала Cornhill Magazine.

## Карьера журналиста
Покинув армию, Форбс полностью посвятил себя журналистике. С 1867 по 1871 год он писал для еженедельника London Scotsman. Прорыв в его карьере случился в 1870 году, когда газета Morning Advertiser отправила его в Европу для освящения событий Франко-прусской войны. Он присутствовал при осаде Меца и был тяжело ранен в ногу, что едва не повлекло ампутацию. Но Форбс выздоровел и успел присоединиться к прусской армии, осаждавшей Париж. Он стал первым военным корреспондентом, который вошёл в Париж после капитуляции города.
Его учитель Уильям Рассел тоже присутствовал на войне, но Форбсу удалось превзойти его, добиваясь того, чтобы его сообщения приходили раньше всех. Он старался добиваться не точности описания, а скорости доставки сенсации. Имея хорошие связи с командованием прусской армии, он узнал планы бомбардировки Парижа, заранее описал бомбардировку как бы в режиме реального времени и отправил статью в Англию, распорядившись опубликовать её только после его телеграммы о начале бомбардировки. Рассел тоже описывал бомбардировку, но приступил к написанию текста уже после её начала, и таким образом Форбс опередил его на день.
После завершения войны Форбс вернулся в Лондон, где в 1871 году издал свои записи, сделанные на войне, в виде двухтомника My experiences of the war between France and Germany.

### Статьи
- Власов А. Д. Франко—прусская кампания 1870–1871 гг. в восприятии начинающего британского военного корреспондента А. Форбса // Genesis: исторические исследования. — М.: НБ-Медиа, 2020. — С. 101—111. — ISSN 2409-868X. — doi:10.25136/2409-868X.2020.7.33521.